# AP Television News
AP Television News (APTN), société fondée en 1999 avec le concours de l'Associated Press, est le premier fournisseur d'informations audiovisuelles au monde, à destinations des chaînes de télévisions et sites internet.

## Histoire
L'Associated Press, qui a pour clients 4600 radios et télévisions locales opérant aux États-Unis, a décidé en 1994 de se doter une agence mondiale d'informations audiovisuelles, par croissance interne. Reuters est alors la seule agence de presse mondiale et généraliste à diffuser des images télévisées, grâce au service Visnews, dans lequel Reuters avait pris une participation en 1960 et qui produisait 40 à 50 reportages d'actualités par an dès 1981. 
La nouvelle filiale d'Associated Press est basée à Londres, car elle vise les économies d'échelle que pourrait lui procurer un portefeuille de clients à taille mondiale. Comme chez Reuters, la plupart des reportages vendus aux clients sont des images en blanc, avec peu ou pas de commentaires, permettant à chaque télévision d'y adjoindre les siens, ou encore de remonter le images, pour éventuellement diffuser une version plus courte du reportage. Elle offre aussi des images d'archives, associées à sa base de données "AP Archive", qui gagne régulièrement des prix internationaux et offre un catalogue de 600000 reportages.
Après un début difficile en 1995, AP Television News a multiplié son chiffre d'affaires par cinq en 1996, sous la direction de Stephen Claypole, au prix d'une perte de 19,7 millions de dollars, facilement absorbée car Associated Press est peu endettée: seulement 44 millions de dollars. AP Television News s'appuie dans sa croissance sur sa filiale "Sport News TV" (SNTV) qui dispose dès 1999 d'environ 330 abonnés dans le monde. En 1999 aussi, pour obtenir plus vite la taille critique, "AP Television News" fusionne avec WTN, une autre agence d'images télévisées créée en 1998, qui avait repris le fonds d'archives d'images de "United Press International Television News", développé par l'agence United Press International.
Cette fusion est l'occasion de rebaptiser l'entreprise AP Television News. Après les événements du 11 septembre, AP Television News ouvre un bureau à Islamabad au Pakistan. En 2005, elle gagne l'Emmy Award du meilleur reportage télévisé, sur la prise d'otage de septembre 2004 dans une école de Beslan. Tout comme sa rivale Visnews, appelée aussi Reuters TV, elle a bénéficié du développement du système international d'échange d'images Eurovision News Exchange, qui apporte une visibilité à sa production sur les grands événements.

## Controverses
L'APTN a été mise en cause par France 2. Lors de son journal de 20h du 10 août 2022, la chaîne française a présenté une cheminée endommagée de la centrale nucléaire de Zaporijia en Ukraine comme étant un missile qui n'aurait pas explosé. Devant le tollé provoqué par cette fausse information, la chaine a reconnu son erreur et présenté ses excuse par le biais d'un fil Twiiter, en impliquant l'APTN comme source des images. 
"Ce sujet a été notamment réalisé à partir d’images issues de l'APTN, agence à laquelle France Télévisions est abonnée". Fil Twitter de France 2. 